# Ареопаг (масонство)

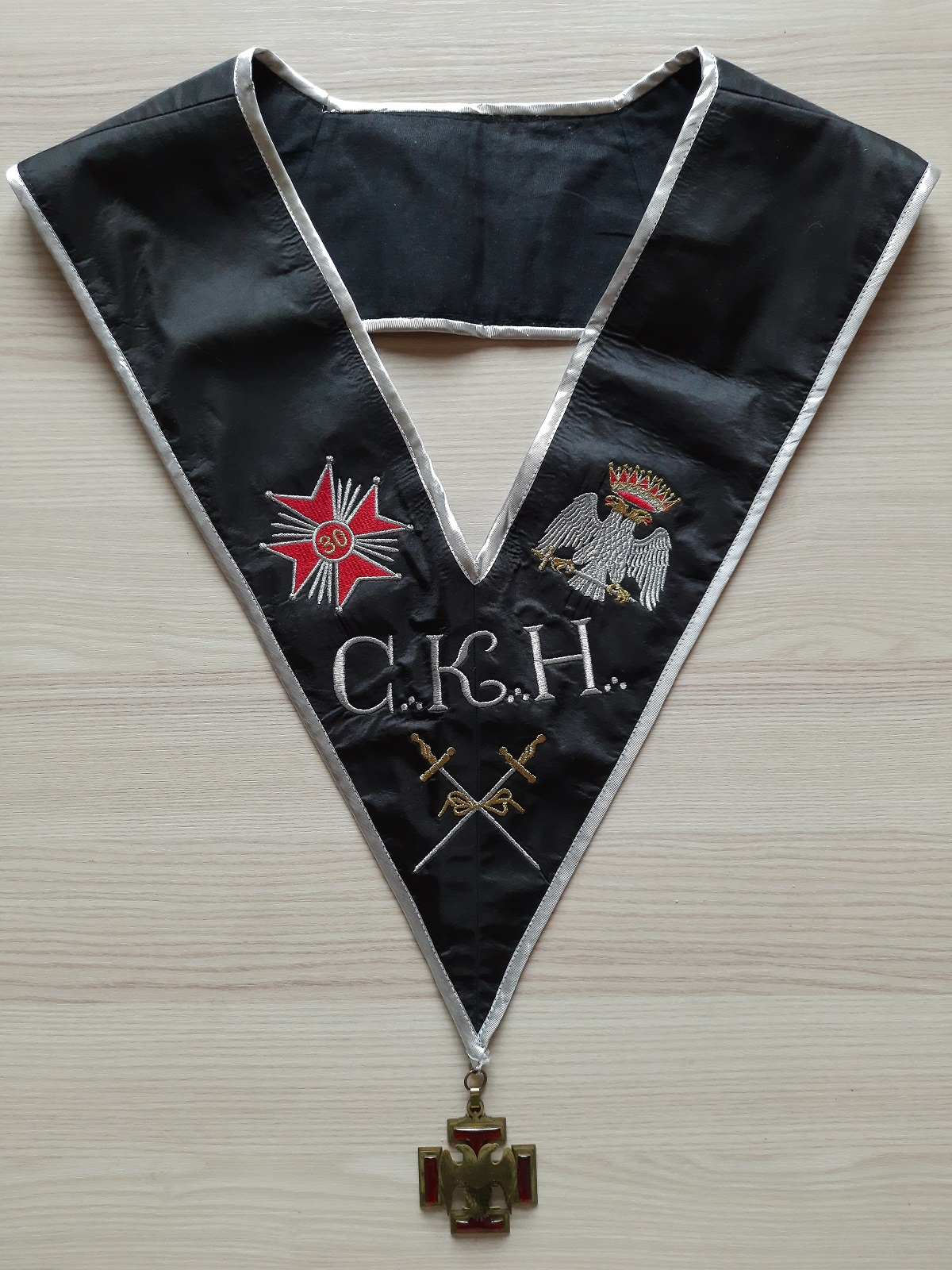
Лента рыцаря кадош, 30°

Ареопаг — организационная структура верховного совета Древнего и принятого шотландского устава, объединяющая градусы с 19 по 30. Основным и посвятительным градусом в ареопаге является 30° — степень рыцаря Кадош. В Верховном совете Бельгии посвящения проводятся в 22 и 28 градусы. В Верховном совете северной юрисдикции (США) в настоящее время не сообщается степень рыцаря кадоша, вместо этого носителем 30° является великий инспектор инквизитор (31°). В некоторых верховных советах 30° входит в верховный совет и не является отдельной структурой.
Председательствующий офицер в ареопаге именуется первым великим судиёй ареопага.

## Градусы ареопага

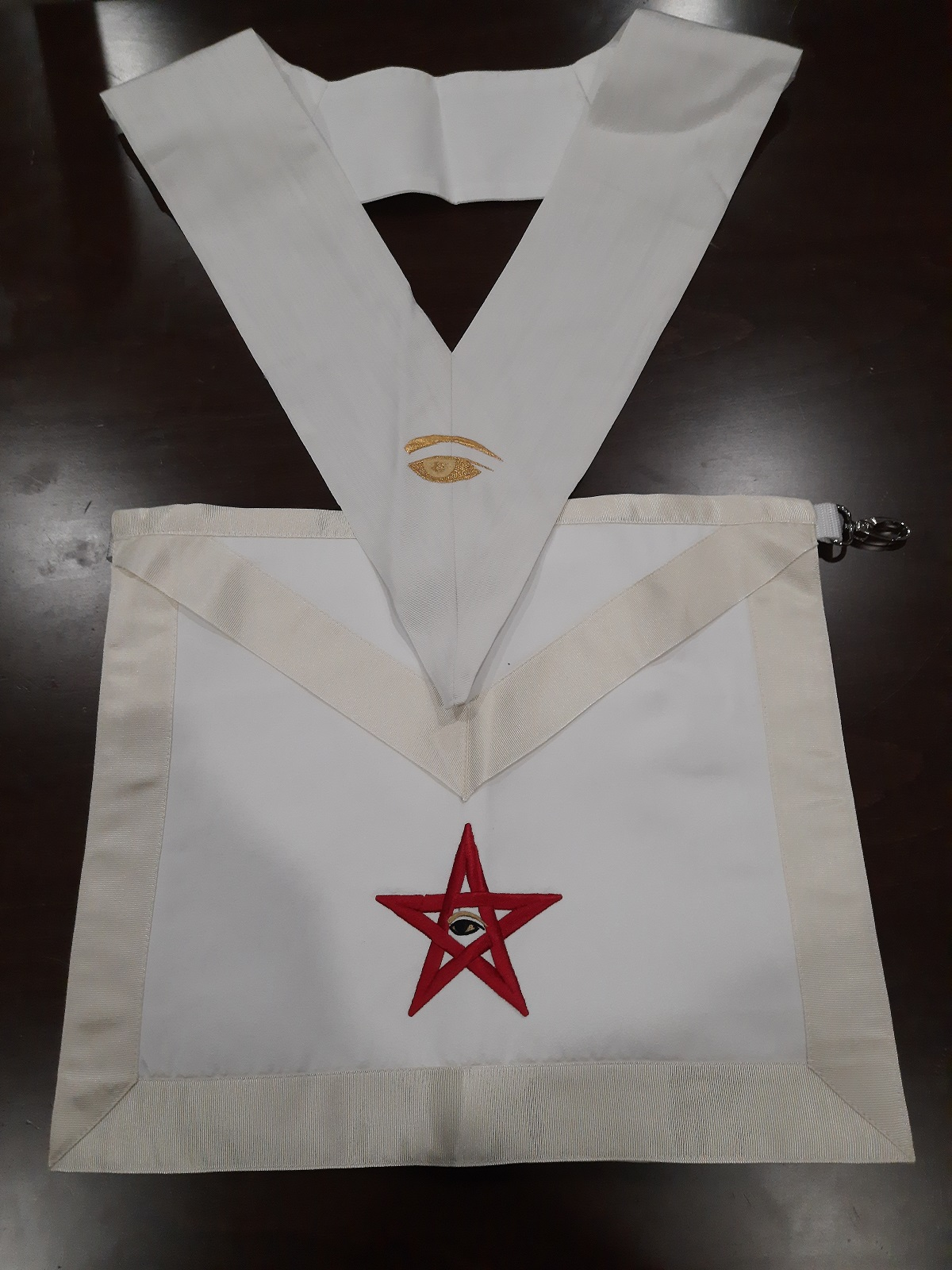
Лента и запон рыцаря солнца, 28°

- 19° — Великий понтифик небесного Иерусалима
- 20° — Мастер символической ложи, или мастер Ad Vitam (пожизненно)
- 21° — Великий ноевский патриарх или прусский рыцарь
- 22° — Рыцарь королевского топора (царственной секиры), или князь ливанский
- 23° — Рыцарь скинии
- 24° — Князь скинии
- 25° — Рыцарь медного змея
- 26° — Князь милосердия
- 27° — Рыцарь-командор храма
- 28° — Рыцарь солнца
- 29° — Великий рыцарь Святого Андрея
- 30° — Рыцарь кадош, или рыцарь чёрно-белого орла

Как и в других организационных структурах верховного совета, не все градусы являются посвятительными. Основным градусом, в который проводится полный ритуал посвящения, является 30° — степень рыцаря Кадош. Остальные градусы также передаются по коммуникации.

## История появления степени
Самые ранние сведения о появлении степени рыцарь кадош могут быть связаны с «Советом императоров востока и запада» в 1758 году. Этот совет объединил несколько масонских степеней, которые начинают проводиться в восемнадцатом веке в Париже. Степень рыцарь кадош, или изначально прославленный и великий командор белого и чёрного орла, великий избранный кадош, была двадцать четвёртой степенью двадцати пяти градусной системы, или классов, регулируемых советом.
В 1801 году первый и самый старый «Верховный совет южной юрисдикции» был основан в Чарльстоне. Этот орган перенял множество степеней «Совета императоров востока и запада», в том числе и рыцарь кадош. Степень рыцарь кадош была принята в качестве тридцатой степени и была просто названа — рыцарь кадош. Степени были существенно реформированы в 1850-х годах, когда Альберт Пайк был великим командором Верховного совета южной юрисдикции. Кроме того, степени были пересмотрены в 2000 году.
Другая форма степени рыцарь кадош используется в ритуале, автором которых не является Пайк, и которая в течение многих лет проводится в Верховном совете северной юрисдикции США, штаб-квартира которой находится в городе Лексингтон (Массачусетс). Несмотря на то, что этот совет реформировал степень, он не практикует её.

## Символизм степени
Один из основных символов степени представляет из себя наполовину чёрного и наполовину белого двуглавого орла, держащего в когтях «кинжал отмщения», как символ двойственности человеческой натуры, которую необходимо уравновесить. Этот символ носится на чёрной ленте с серебристой каймой и надписью «C∴K∴Н∴» или «C∴K∴S∴», что означает название степени, или «G∴R∴E∴» (Grand Kadoch Elu — великий избранный кадош). Бывают и иные наименования. Также этот символ может использоваться в качестве эмблемы степени. Поэтому эту степень ещё называют рыцарь белого и чёрного орла. Это имя посвящённого в эту степень.
Ещё одним важным символом степени является таинственная лестница, также двойственная, как и весь символизм степени. Мистическая лестница состоит из двух восхождений и подпорок, которые напоминают нам о договоре, который состоялся между Филиппом Красивым и Папой Климентом V, и духовной силе масонского ордена, которая была дана от наших предшественников тамплиеров. Восхождение по лестнице, и семь шагов, из которых оно состоит, даёт представление о семи условиях, наложенных Филиппом Красивым на Бертрана де Гота, когда он был архиепископом Бордо, который будет усажен в кресло (будущий папа Климент V), обязав его принять участие в уничтожении тамплиеров.
Также символами этой степени являются «кинжал отмщения» и «череп тирании», как символы несправедливости по отношению к великому магистру ордена тамплиеров Жаку де Моле.

## Уроки степени
Кадожи, как говорят, суть главные блюстители
масонских лож. Не будучи великими магистрами,
они важнее всех магистров, потому что лишь им
открыта главная общая цель братства.
Они могут находиться во всех степенях,
но всегда скрытно, всегда никем не знаемы
и, сохраняя в руках своих главные средства,
путешествуют по свету для наблюдений,
для дела и успехов вольных каменщиков.
Как и во всех масонских степенях, так и в степени рыцаря кадош были попытки наставлять посвящаемых в моральные уроки градуса с использованием аллегорий и символов.
Красной нитью в ритуале посвящения, легенде, символизме степени проходит указание на двойственность человеческой природы. Поэтому кадош есть человек возрождённый, человек, избавленный от двойственности. Несмотря на то, что на поверхности философская цель степени — превращение королей и понтификов в обычных граждан, фактически на примере белого и чёрного даётся указание на то, что масон остаётся человеком, человеку свойственны, сопровождающие его всю жизнь, как негативные черты: гордость, тщеславие, жестокость, ненасытная жажда власти, зло, обман, интриги, насилие, страсти, сплетни, стяжательство; так и семь ступеней добродетели: справедливость, искренность, доброта, преданность, познание, терпение, упорство.
Негативные качества человека невозможно полностью искоренить. Но все эти качества двойственности человека необходимо уравновешивать в себе. Происходит борьба с самим собой. Нельзя точно указать на какой-то один конкретный урок этой степени, чтобы всё сразу стало понятно. Нравственные уроки раскрываются постепенно, по мере изучения степени: ритуала, наставления, легенды, символизма.
Один из уроков степени заключается в необходимости борьбы с самим собой, в том, чтобы оставаться верным себе, отстаивать правду в повседневной жизни, верить в Бога, страну и самого себя, быть нетерпимым к тирании.
Эта степень также требует от посвящённого кристальной честности перед самим собой, предупреждает беречься от узурпации власти и поддерживает его в стремлении к ответственности за себя и свою жизнь.

## Девизы степени
- «Делай, что должно, и будь, что будет» — «Fais ce que dois, advienne, que pourra»
- «Победить или умереть!» — «Vincere aut mori!»

## Антимасонская трактовка степени
Степень рыцарь кадош иногда обвиняют в антикатолицизме. Издание от 1918 года Католической энциклопедии заявляет, что в церемонии используемой в Верховном совете южной юрисдикции США якобы было прописано Альбертом Пайком попрание папской тиары во время посвящения. Это утверждение не входит в последующие издания католической энциклопедии, хотя оно было повторено отцом Уильямом Сондерсом в Арлингтонском католическом вестнике в 1996 году.
Ни католическая энциклопедия, ни мнение отца Сондерса не согласуются с ритуалами Пайка, которые не включают в себя топтание или раскалывание черепа, и в которых не упоминается о папской тиаре вообще.
Книга Альберта Пайка «Мораль и догма Древнего и принятого шотландского устава» масонства, упоминает враждебность по отношению к папской тиаре исторических тамплиеров при обсуждении степени рыцаря кадош, однако, этот отдельный комментарий Пайка к этой степени не является частью самой степени.